# Eredivisie 2020-2021 (calcio femminile)
L'edizione 2020-2021, nota anche come Pure Energie Eredivisie Vrouwen 2020-2021 per ragioni di sponsorizzazione, è stata l'undicesima dell'Eredivisie, la massima serie a carattere professionistico del campionato olandese. Il torneo prese il via il 6 settembre 2020 e si concluse il 30 maggio 2021.
Il campionato è stato vinto dal Twente per la quarta volta nella sua storia.

## Stagione

### Novità
Rispetto all'edizione 2019-2020, il numero di squadre partecipanti rimase inalterato con nessuna variazione d'organico. L'Excelsior/Barendrecht cambiò denominazione in Excelsior dopo che la cessazione della collaborazione triennale tra SBV Excelsior e BVV Barendrecht, con la conseguenza che la squadra passò sotto la completa gestione del SBV Excelsior.

### Formato
Il formato del torneo venne confermato come doppia fase. Nella prima fase di stagione regolare le otto squadre partecipanti si sono affrontate in un girone all'italiana, affrontandosi in partite di andata e ritorno per un totale di 14 giornate. Al termine della stagione regolare, le prime quattro classificate sono state ammesse al girone per il titolo, mentre le restanti quattro sono state ammesse al girone per i piazzamenti; le squadre accedevano alla seconda fase con metà dei punti conquistati nella prima fase, con eventuale arrotondamento per eccesso. Nel girone per il titolo e nel girone per i piazzamenti le squadre si sono affrontate in partite di andata e ritorno, per un totale di 6 giornate. La squadra prima classificata nel girone per il titolo veniva dichiarata campione dei Paesi Bassi e veniva ammessa alla UEFA Women's Champions League per la stagione successiva, assieme alla seconda classificata. Non erano previste retrocessioni.

## Squadre partecipanti
| Club         | Città      | Stadio                          | Stagione precedente    |
| ------------ | ---------- | ------------------------------- | ---------------------- |
| ADO Den Haag | L'Aia      | Cars Jeans Stadion              | 5º posto in Eredivisie |
| Ajax         | Amsterdam  | Complesso sportivo De Toekomst  | 2º posto in Eredivisie |
| Excelsior    | Rotterdam  | Van Donge & De Roo Stadion      | 8º posto in Eredivisie |
| Heerenveen   | Heerenveen | Complesso sportivo Skoatterwâld | 4º posto in Eredivisie |
| PEC Zwolle   | Zwolle     | MAC³PARK Stadion                | 7º posto in Eredivisie |
| PSV          | Eindhoven  | PSV Campus De Herdgang          | 1º posto in Eredivisie |
| Twente       | Enschede   | Complesso sportivo Het Diekman  | 3º posto in Eredivisie |
| VV Alkmaar   | Alkmaar    | Complesso sportivo Robonsbosweg | 6º posto in Eredivisie |

## Prima fase

### Classifica finale
|  | Pos. | Squadra      | Pt | G  | V  | N | P  | GF | GS | DR  |
|  | ---- | ------------ | -- | -- | -- | - | -- | -- | -- | --- |
|  | 1.   | Twente       | 32 | 14 | 10 | 2 | 2  | 46 | 14 | +32 |
|  | 2.   | PSV          | 31 | 14 | 10 | 1 | 3  | 33 | 14 | +19 |
|  | 3.   | Ajax         | 31 | 14 | 10 | 1 | 3  | 28 | 10 | +18 |
|  | 4.   | ADO Den Haag | 20 | 14 | 5  | 5 | 4  | 21 | 16 | +5  |
|  | 5.   | PEC Zwolle   | 16 | 14 | 4  | 4 | 6  | 16 | 24 | -8  |
|  | 6.   | Heerenveen   | 12 | 14 | 3  | 3 | 8  | 21 | 30 | -9  |
|  | 7.   | VV Alkmaar   | 9  | 14 | 2  | 3 | 9  | 15 | 41 | -26 |
|  | 8.   | Excelsior    | 6  | 14 | 1  | 3 | 10 | 8  | 39 | -31 |

Legenda:
      Ammessa al girone per il titolo.
      Ammessa al girone per i piazzamenti.
Regolamento:
Tre punti a vittoria, uno a pareggio, zero a sconfitta.

### Risultati
|              | ADO  | Aja  | Exc  | Hee  | PEC  | PSV  | Twe  | VVA  |
| ------------ | ---- | ---- | ---- | ---- | ---- | ---- | ---- | ---- |
| ADO Den Haag | –––– | 0-3  | 1-0  | 3-1  | 3-0  | 1-1  | 0-0  | 2-2  |
| Ajax         | 1-0  | –––- | 1-0  | 1-1  | 0-1  | 2-0  | 3-1  | 1-0  |
| Excelsior    | 2-2  | 1-4  | –––- | 0-2  | 2-1  | 0-6  | 0-3  | 0-3  |
| Heerenveen   | 3-3  | 1-2  | 3-0  | –––- | 0-1  | 1-2  | 2-6  | 3-2  |
| PEC Zwolle   | 1-0  | 1-4  | 2-2  | 1-1  | –––- | 0-1  | 1-4  | 0-0  |
| PSV          | 1-0  | 2-1  | 3-0  | 2-0  | 5-2  | –––- | 1-2  | 5-1  |
| Twente       | 0-2  | 2-1  | 7-0  | 3-0  | 2-2  | 3-2  | –––- | 9-0  |
| VV Alkmaar   | 1-4  | 0-4  | 1-1  | 4-3  | 0-3  | 1-2  | 0-4  | –––- |

## Seconda fase

### Girone per il titolo

#### Classifica finale
|  | Pos. | Squadra      | Pt | G | V | N | P | GF | GS | DR  |
|  | ---- | ------------ | -- | - | - | - | - | -- | -- | --- |
|  | 1.   | Twente       | 29 | 6 | 4 | 1 | 1 | 8  | 5  | +3  |
|  | 2.   | PSV          | 28 | 6 | 4 | 0 | 2 | 16 | 9  | +7  |
|  | 3.   | Ajax         | 25 | 6 | 3 | 0 | 3 | 12 | 11 | +1  |
|  | 4.   | ADO Den Haag | 11 | 6 | 0 | 1 | 5 | 6  | 17 | -11 |

Legenda:
      Campione dei Paesi Bassi e ammessa alla UEFA Women's Champions League 2021-2022.
      Ammessa alla UEFA Women's Champions League 2021-2022.
Regolamento:
Tre punti a vittoria, uno a pareggio, zero a sconfitta.
Punti portati dalla prima fase:
- Twente 16 punti
- PSV 16 punti
- Ajax 16 punti
- ADO Den Haag 10 punti

#### Risultati
|              | ADO  | Aja  | PSV  | Twe  |
| ------------ | ---- | ---- | ---- | ---- |
| ADO Den Haag | –––– | 3-5  | 0-2  | 1-1  |
| Ajax         | 2-0  | –––– | 3-2  | 1-2  |
| PSV          | 6-2  | 3-1  | –––– | 2-1  |
| Twente       | 1-0  | 1-0  | 2-1  | –––– |

### Girone per i piazzamenti

#### Classifica finale
|  | Pos. | Squadra    | Pt | G | V | N | P | GF | GS | DR |
|  | ---- | ---------- | -- | - | - | - | - | -- | -- | -- |
|  | 5.   | Heerenveen | 18 | 6 | 3 | 3 | 0 | 11 | 8  | +3 |
|  | 6.   | PEC Zwolle | 17 | 6 | 2 | 3 | 1 | 12 | 7  | +5 |
|  | 7.   | Excelsior  | 9  | 6 | 1 | 3 | 2 | 7  | 9  | -2 |
|  | 8.   | VV Alkmaar | 8  | 6 | 0 | 3 | 3 | 10 | 16 | -6 |

Note:
- L'Achilles '29 non si è iscritto alla stagione successiva.

Regolamento:
Tre punti a vittoria, uno a pareggio, zero a sconfitta.
Punti portati dalla prima fase:
- PEC Zwolle 8 punti
- Heerenveen 6 punti
- VV Alkmaar 5 punti
- Excelsior 3 punti

#### Risultati
|            | Exc  | Hee  | PEC  | VVA  | VVA |
| ---------- | ---- | ---- | ---- | ---- | --- |
| Excelsior  | –––– | 2-3  | 1-1  | 3-2  |     |
| Heerenveen | 1-1  | –––– | 1-0  | 2-1  |     |
| PEC Zwolle | 2-0  | 1-1  | –––– | 5-1  |     |
| VV Alkmaar | 0-0  | 3-3  | 3-3  | –––– |     |

## Statistiche

### Classifica marcatrici
Prima fase
| Gol |  |  | Giocatore                   | Squadra      |
| --- |  |  | --------------------------- | ------------ |
| 14  |  |  | Joëlle Smits                | PSV          |
| 10  |  |  | Renate Jansen               | Twente       |
| 9   |  |  | Fenna Kalma                 | Twente       |
| 8   |  |  | Anna-Lena Stolze            | Twente       |
| 6   |  |  | Jaimy Ravensbergen          | ADO Den Haag |
| 6   |  |  | Marjolijn van den Bighelaar | Ajax         |

Girone per il titolo
| Gol |  |  | Giocatore       | Squadra |
| --- |  |  | --------------- | ------- |
| 9   |  |  | Joëlle Smits    | PSV     |
| 5   |  |  | Nikita Tromp    | Ajax    |
| 3   |  |  | Naomi Pattiwael | PSV     |

Girone per i piazzamenti
| Gol |  |  | Giocatore            | Squadra    |
| --- |  |  | -------------------- | ---------- |
| 3   |  |  | Sanne Koopman        | VV Alkmaar |
| 3   |  |  | Fréderique Nieuwland | Excelsior  |
| 3   |  |  | Chimera Ripa         | VV Alkmaar |
| 3   |  |  | Nikée van Dijk       | Heerenveen |